# 貴賓室

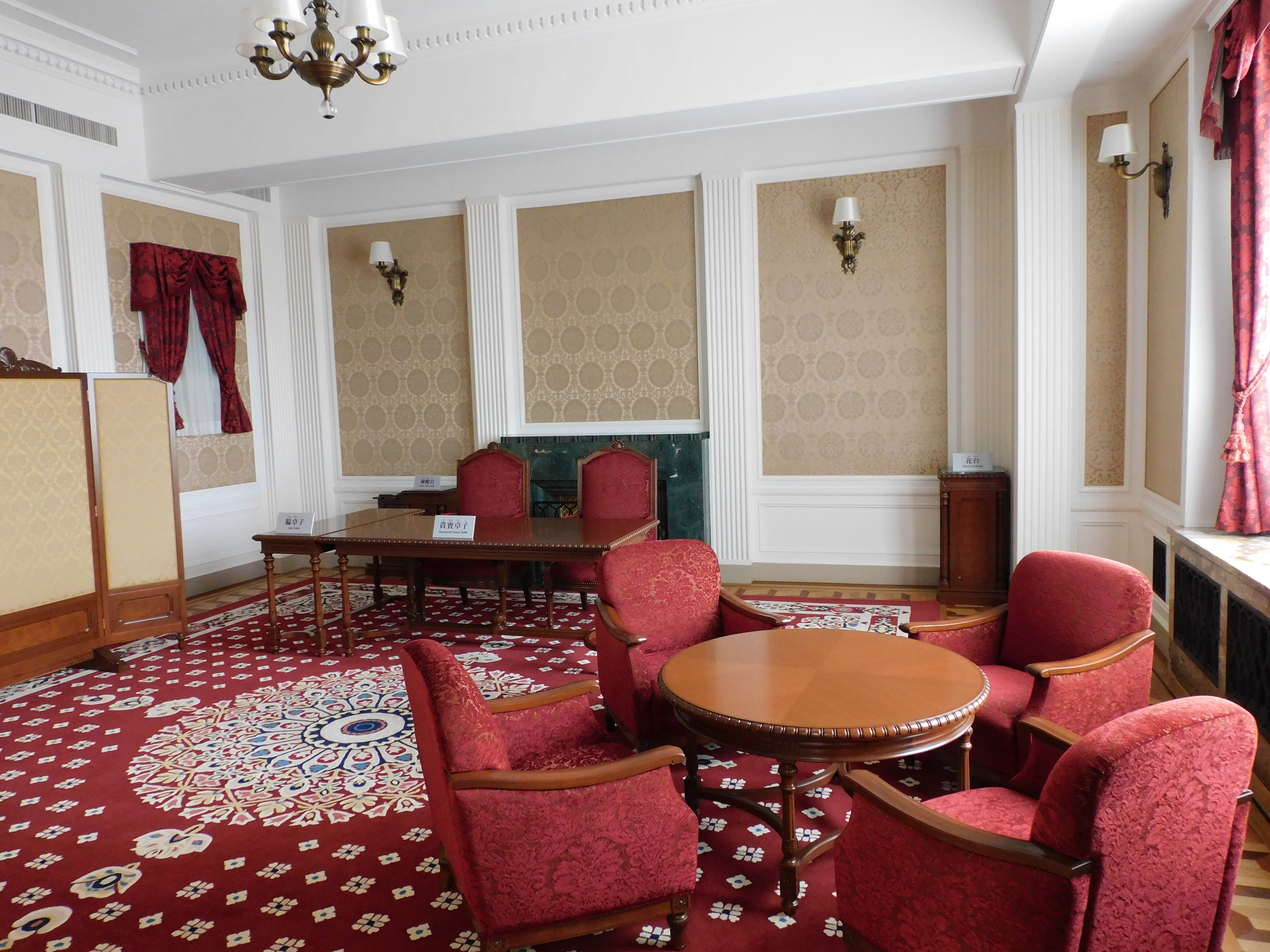
貴賓室（昭和館 (栃木県庁舎)）

貴賓室（きひんしつ）は、要人を接遇するために設けられた部屋。

## ヨーロッパ

### ロシア
- ヴィチェプスク駅 - ロシア皇室がサンクトペテルブルク郊外の離宮に向かう時に利用した駅であり、駅舎内に貴賓室がある[1]。

### オランダ
- アムステルダム中央駅 - アムステルダム中央駅には駅舎東側の端に貴賓室が設けられている[1]。

## 日本
羽田空港や成田空港など主要な空港や、野球場、両国国技館などの施設には、皇族や閣僚、外国の元首など賓客を対象にした貴賓室（VIPルーム）がある。

### 空港
貴賓室が常設ないしは仮設された空港は以下の通り。

#### 常設
- 羽田空港
- 成田空港
- 関西国際空港
- 伊丹空港

#### かつて貴賓室が仮設された空港
- 那覇空港 - 2000年の九州・沖縄サミット時の各国首脳を接遇するため仮設された。
- 新千歳空港 - 2008年の北海道・洞爺湖サミット時の各国首脳を接遇するため仮設された。
- 中部国際空港 - 2016年の伊勢志摩サミット時の各国首脳を接遇するため仮設された。

### 駅
鉄道駅では、一般利用者と隔離するため改札口がなく、そのまま列車へ乗込むことが可能。第二次世界大戦終戦前の日本においては天皇や皇室が利用する部屋として設置され、一時期は元老なども利用した。なお、貴賓室がない駅でも構造によるが要人・著名人や国会議員（議員向けの乗車証）は通常の改札口を使用しないことがある（専用エレベータや改札機以外の通路、場合によっては職員用通路など）。

#### 貴賓室が現存する駅
- 盛岡駅・福島駅・郡山駅（東日本旅客鉄道）[4]
- つくば駅（首都圏新都市鉄道）

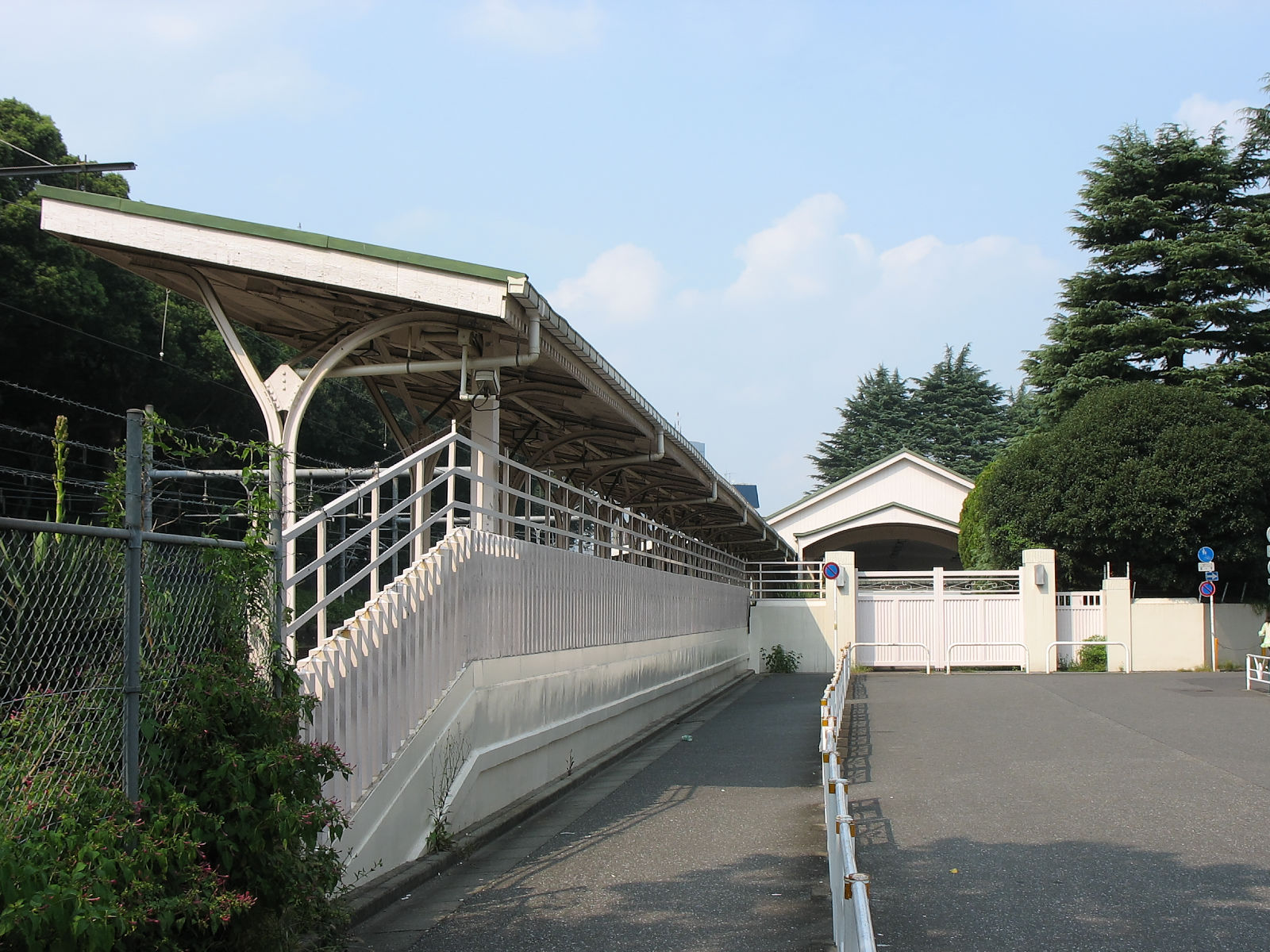
原宿駅皇室専用出入口

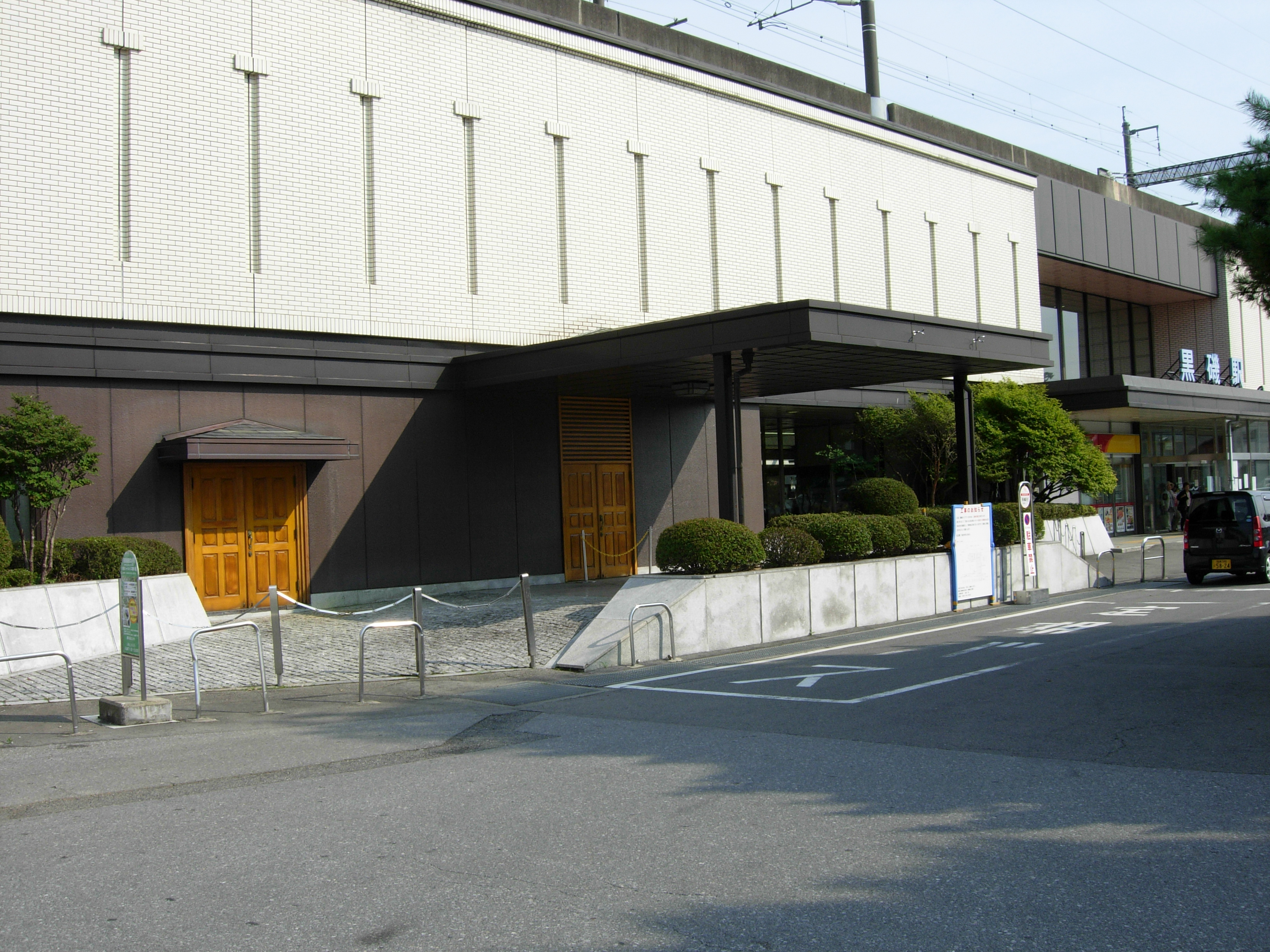
黒磯駅皇室専用出入口

- 那須塩原駅（東日本旅客鉄道） - 那須御用邸への来訪時に使用される。
- 黒磯駅（東日本旅客鉄道）
- 大宮駅（東日本旅客鉄道・東武鉄道）
- 東京駅（東日本旅客鉄道・東海旅客鉄道） - 東京駅の貴賓室については東京駅の歴史を参照。
- 原宿駅（東日本旅客鉄道） - 皇室専用ホーム。正式名称「原宿駅側部乗降場」。
- 秋葉原駅（首都圏新都市鉄道） - 通常時は会議室としても利用される。
- 伊豆急下田駅（伊豆急行） - 須崎御用邸への来訪時に使用される。
- 名古屋駅（東海旅客鉄道）[5]
  - 1993年まで存在した旧駅舎では、中央通路の桜通口側の突き当たりがシャッターになっており、シャッターが開くと貴賓廊下があった。貴賓廊下には赤絨毯が敷かれ廊下は少し下りになっており貴賓階段から貴賓玄関までつながっていた。その貴賓廊下の左側に200m2ほどの貴賓室があった。
  - 太閤通口車寄せ前に出入口があり、東海道新幹線ホーム（14号車付近）に直接上がれる専用エレベータがある。
- 近鉄名古屋駅（近畿日本鉄道）
- 宇治山田駅（近畿日本鉄道） - 皇族、内閣総理大臣などの伊勢神宮参拝時に使用される[5]。
- 橿原神宮前駅（近畿日本鉄道）皇族などの橿原神宮参拝時に使用される。
- 岐阜羽島駅（東海旅客鉄道）[4]
- 京都駅（東海旅客鉄道）[4] - 2代目の駅舎には貴賓室と別に皇族用の御便殿があった[6]。
- 新大阪駅（東海旅客鉄道・西日本旅客鉄道）[4]
- 新神戸駅（西日本旅客鉄道）[4]

#### かつて貴賓室が存在した駅

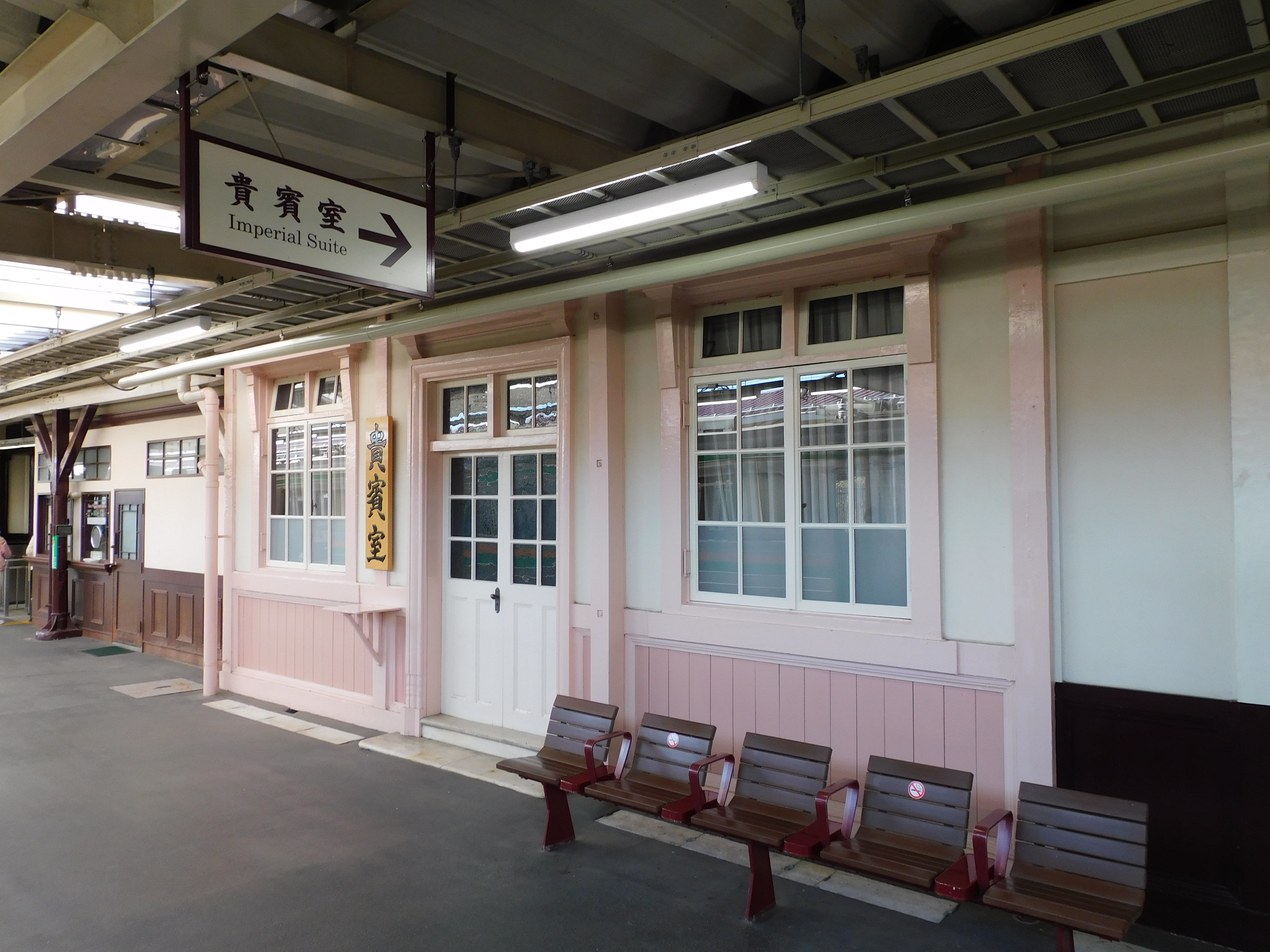
日光駅貴賓室

- 横須賀駅 - 海軍基地があったために設置された。
- 川湯温泉駅 - 御料地があったために設置された。現在は、駅事務室と共に改装され喫茶店として利用されている。
- 古間木駅 - 十和田湖観光の玄関口であり需要が高かった。内装は三越調製の調度品が用いられた[7]。
- 上野駅（旧国鉄）　- 駅ナカ事業の一つとして、フランス料理店になっている。
- 武蔵高萩駅　- 陸軍士官学校行幸のために設置された。戦後は倉庫として使われ、2004年橋上化により解体されている。
- 日光駅　- かつて田母沢御用邸への来訪に使用された。現在、一般公開されているが電話による事前手続きが必要。
- 西那須野駅
- 中軽井沢駅
- 翁島駅　- 旧駅舎は「猪苗代緑の村」へ移築保存。
- 二条駅（旧国鉄）　- 旧駅舎は梅小路蒸気機関車館へ移築。
- 畝傍駅　- 不定期に公開している。
- 桃山駅　- 明治天皇陵への親拝に伴い設置された
- 神戸駅 - 新神戸駅の開業に伴い駅長室に転用されたが、現在は「がんこJR神戸駅店」→「スターバックスPLiCO神戸店」の一部となっている。
- 大社駅（旧国鉄）
- 田布施駅 - 佐藤栄作元首相の出身地最寄り駅。国鉄側は否定したが、1968年の参議院運輸委員会で、その存在が取り上げられた[8]。
- 門司港駅 - 1914年から1935年にかけて貴賓室として供用[9]。2019年に貴賓室が復原され、レストランの団体専用部屋として供用される[9]。

### 都道府県庁
- 栃木県庁
- 福井県庁[10]
- 愛知県庁[11]
- 愛媛県庁[12]
- 大分県庁[13]

### 市町村役場
- 名古屋市役所[14]
- 京都市役所
- 米子市役所
- 大牟田市役所